# Toliara I
Toliara I District är ett distrikt i Madagaskar.   Det ligger i regionen Atsimo-Andrefanaregionen, i den sydvästra delen av landet, 600 km sydväst om huvudstaden Antananarivo.
Följande samhällen finns i Toliara I District:
- Toliara